# Balló István
Balló István (Csíkkozmás, 1871. december 25. – Szeged, 1953. december 9.) tanár, történész; a történelemtudomány doktora.

## Életpályája
A gimnáziumot Csíksomlyón, az egyetemet Kolozsváron végezte; magyar–latin szakon szerzett tanári oklevelet. 1896-tól a Csíksomlyói főgimnázium tanára és az önképzőkör vezetője volt. 1904-től az ifjúsági könyvtár őre volt. Az iskolai pénzalapot kezelő bizottság elnöke, 1907-től Csík vármegye főtanfelügyelője volt. 1914-ben került Csongrád megyébe; gimnáziumi görög–latin–történelem szakos tanár volt 1922-es nyugdíjazásáig. Ezután csanádi főtanfelügyelőként dolgozott.

### Munkássága
1896-tól a Csíksomlyói Főgimnázium Értesítőjében jelentek meg munkái. Kéziratos hagyatékában maradt fenn Szemelvények P. Loisteiner Lénárd kéziratából című munkája. Kutatta a székelység történelmi emlékeit, több fontos okiratot és adatot tárt fel és dokumentált. A madéfalvi veszedelem 1905-ben felavatott emlékoszlopán az ő verse olvasható.

## Családja
Szülei: Balló Imre kántortanító és Albert Zenóbia (1846-1904) voltak. Első felesége Balogh Berta volt, aki fiatalon elhunyt. Második felesége Láng Irén volt. Négy gyermeke volt; két fia és két leánya született. A család az 1910-es évek elejétől Tordán élt.

## Művei
- Altorjai Báró Apor Péter élete és működése (1897)
- Báthori Endre bíbornok és erdélyi fejedelem halála (1899)
- Adatok a csíki negyedfél megye havasainak közös birtoklásáról (Magyar Gazdaságtörténelmi Szemle, 1899)
- Lóorvosságok és kuruzslások a XVI. századból (Magyar Gazdaságtörténelmi Szemle, 1899)
- Mindszenthy Gábor naplója. Szemelvények Altorjai báró Apor Péter „Metamorphosis Transsilvaniae" című művéből (Budapest, 1900)
- Teleki Mihály (életrajz, 1903)
- A madéfalvi veszedelem (1906)

## Emlékezete
Szellemi hagyatékát és kéziratban maradt írásait unokája, Balló László a Csíki Székely Múzeumnak adományozta. A hagyaték ünnepélyes átadására a múzeum előadótermében 2014. október 21-én került sor.